# Grafton (Dakota del Nord)
Grafton és una població dels Estats Units a l'estat de Dakota del Nord. Segons el cens del 2000 tenia 4.516 habitants.

## Demografia
Segons el cens del 2000, Grafton tenia 4.516 habitants, 1.804 habitatges, i 1.143 famílies. La densitat de població era de 506,9 hab./km².
Dels 1.804 habitatges en un 31,2% hi vivien nens de menys de 18 anys, en un 49,6% hi vivien parelles casades, en un 10,4% dones solteres, i en un 36,6% no eren unitats familiars. En el 33,1% dels habitatges hi vivien persones soles el 16,6% de les quals corresponia a persones de 65 anys o més que vivien soles. El nombre mitjà de persones vivint en cada habitatge era de 2,35 i el nombre mitjà de persones que vivien en cada família era de 2,98.
Per edats la població es repartia de la següent manera: un 24,2% tenia menys de 18 anys, un 7,4% entre 18 i 24, un 26,3% entre 25 i 44, un 23,1% de 45 a 60 i un 19% 65 anys o més.
L'edat mediana era de 40 anys. Per cada 100 dones de 18 o més anys hi havia 89,1 homes.
La renda mediana per habitatge era de 33.231 $ i la renda mediana per família de 41.747 $. Els homes tenien una renda mediana de 28.321 $ mentre que les dones 20.433 $. La renda per capita de la població era de 16.644 $. Entorn del 8,3% de les famílies i el 12,2% de la població estaven per davall del llindar de pobresa.

## Poblacions més properes
El següent diagrama mostra les poblacions més properes.